# 木ぐつの木
人形劇木ぐつの木（にんぎょうげき きぐつのき）は、日本の老舗人形劇団である。
人形デザイナー・操演者の鹿島佳子を中心として、1977年に結成。
所在地の武蔵野市を中心に人形劇の公演を行っているほか、テレビ番組での人形操演も担当する。
操演を担当しているテレビ番組として「ハッチポッチステーション」「ピタゴラスイッチ」「クインテット」「フックブックロー」「コレナンデ商会」（いずれもNHK教育テレビ）などがある。